# Stjörnuvöllur
Lo Stjörnuvöllur, conosciuto anche come Samsung völlurinn grazie alla sponsorizzazione della Samsung Nordic AB, è un impianto sportivo di Garðabær, nei pressi di Reykjavík in Islanda. È principalmente usato per gli incontri di calcio ed è utilizzato dalle squadre dello Stjarnan, maschili e femminili.
Il campo ha un ha una capacità di 1 400 spettatori di cui 990 seduti in tribuna coperta, 200 in piedi in tribuna coperta e 210 in piedi intorno al recinto di gioco.